# Agatangel (Dajnieko)
Agatangel, imię świeckie Andriej Michajłowicz Dajnieko (ur. 30 września 1975 w Norylsku) – rosyjski biskup prawosławny.

## Życiorys
Pochodzi z religijnej rodziny z Norylska. Od 17. roku życia był psalmistą w cerkwi Ikony Matki Bożej „Wszystkich Strapionych Radość” w rodzinnym mieście. Jako dwudziestolatek złożył przed biskupem krasnojarskim i jenisejskim Antonim śluby mnisze w riasofor, przyjmując imię zakonne Filip na cześć św. Filipa, metropolity moskiewskiego. Następnie został wyświęcony na diakona i skierowany do służby duszpasterskiej w świątyni, w której był dotąd psalmistą. Wieczyste śluby mnisze złożył 17 stycznia 1996 w soborze Opieki Matki Bożej w Krasnojarsku, zmieniając imię na Agatangel, na cześć Agatangela Rzymianina. Dzień później biskup Antoni udzielił mu święceń kapłańskich.
W 1997 został przełożonym monasteru Trójcy Świętej w Turuchańsku. Dwa dni później otrzymał godność ihumena. Od 2009 był dziekanem dekanatu turuchańskiego.
Wykształcenie teologiczne uzyskał w trybie zaocznym w seminarium duchownym w Moskwie (dyplom w 2003), następnie w Moskiewskiej Akademii Duchownej (dyplom 2010) oraz na Prawosławnym Uniwersytecie Humanistycznym św. Tichona (dyplom 2010).
30 maja 2014 otrzymał nominację na pierwszego ordynariusza nowo erygowanej eparchii norylskiej. W związku z tym w czerwcu tego samego roku otrzymał godność archimandryty. Jego chirotonia biskupia odbyła się 6 lipca 2014 w soborze Smoleńskiej Ikony Matki Bożej w Monasterze Nowodziewiczym w Moskwie, pod przewodnictwem patriarchy moskiewskiego i całej Rusi Cyryla.